# Памятник жертвам Форта VII (южный берег Русалки)

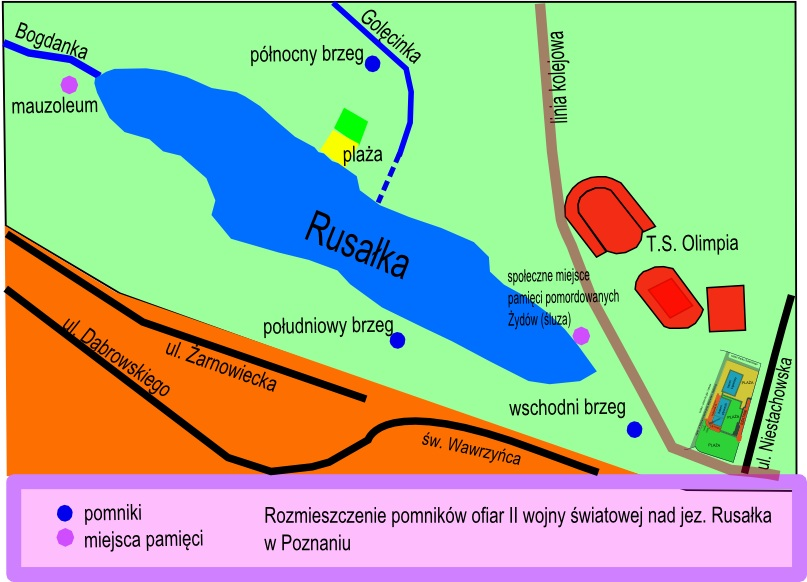
План памятников в окрестностях озера Русалка, Познань, Польша. Памятник 40 казнённым обозначен на плане под номером 3.

Памятник жертвам Форта VII (пол. Pomnik ofiar Fortu VII) — памятный обелиск, находящийся в Познани (Польша) на южном берегу озера Русалка. Памятник посвящён сорока жертвам нацистского концентрационного лагеря Форт VII, убитым в декабре 1940 году и является одним из четырёх памятников жертвам войны, расположенных в окрестностях озера Русалки.

## История
В последней четверти XIX века в Познани была построена Познанская крепость, состоящая из 18 фортов. В одном из этих фортов под номером № 7 с 1939 года по 1944 год существовал концентрационный лагерь Форт VII (нем. Fort VII KL, Konzentrationslager Posen), в котором по разным оценкам было уничтожено нацистами от 4500 до 20 тысяч польских граждан. Кроме концентрационного лагеря Форта VII в Познани находилась также тюрьма Гестапо, находившаяся в Доме солдат, в которой также производились убийства заключённых. Умершие в концентрационном лагере и убитые в тюрьме Гестапо хоронились в окрестностях озера Русалка. С 1940 года возле Русалки нацисты стали также производить расстрелы заключённых.
На южном берегу озера Русалки в декабре 1940 года было расстреляно около сорока человек. Расстрелы производили военнослужащие СС.
На месте казни после II Мировой войны был установлен памятник в память жертв расстрела. Памятник представляет собой массивный бетонный обелиск, напоминающий колонну. На колонне находится надпись на польском языке:

«Tu spoczywają prochy około 40 bezimiennych mieszkańców Poznania — więźniów Fortu VII, straconych przez okupanta hitlerowskiego w grudniu 1940 roku — Cześć Ich Pamięci» (Здесь почивают 40 безымянных жителей Познани — узников Форта VII, казнённых гитлеровскими оккупантами в январе 1940 года — Честь их памяти").